# زبان بگهلی
زبان بگهلی (به دیواناگری: बघेली یا बाघेली) زبانی هندی است که در بگهلکند در مرکز هندوستان بدان سخن گفته‌می‌شود. برخی بگهلی را گویشی از زبان هندی می‌شمرند.
بگهلی‌زبانان در اصل در شش بخش از ایالت مادیا پرادش می‌زیند: آنوپور، اوماریا، شاهدل، سیدهی، روا و ساتنا می‌زیند.